# William Fermor, I barone Leominster
William Fermor, I barone Leominster (3 agosto 1648 – 7 dicembre 1711), è stato un nobile e politico inglese.

## Biografia
Fermor era il secondo figlio di Sir William Fermor, I baronetto, di Easton Neston, e di sua moglie Mary Perry, figlia di Hugh Perry e vedova di Henry Noel, secondogenito di Edward Noel, II visconte Campden. 
Fermor è stato educato al Magdalen College di Oxford. 

## Carriera
Riuscì come secondo baronetto nel 1661, fu eletto deputato al Parlamento per Northampton nel 1671 e di nuovo nel 1679.
Fu elevato al titolo di Barone Leominster il 12 aprile 1692. 

### Easton Neston
Leominster ricostruì Easton Neston House e progettò i giardini e le piantagioni, le ali furono progettate da Sir Christopher Wren e la casa fu completata 20 anni dopo, nel 1702, su progetto di Nicholas Hawksmoor. Ha adornato il tutto con parte delle Arundel marbles che aveva acquistato e che suo figlio ha tentato di restaurare con l'aiuto dello scultore italiano Giovanni Battista Guelfi, studioso di Camillo Rusconi. La collezione fu in seguito ampiamente trascurata. 

## Matrimoni[1][2][4]

### Primo Matrimonio
Sposò in prime nozze Jane Barker, figlia di Andrew Barker, appartenente all'antica famiglia Barker di Coverall Castle e Hopton Castle. Ebbero una figlia:
- Elizabeth Fermor (?-1705)[6]

### Secondo Matrimonio
Sposò in seconde nozze Catherine Poulett, una figlia di John Poulett, III barone Poulett. Ebbero una figlia: 
- Mary Fermor (?-24 ottobre 1729), sposò Sir John Wodehouse, IV Baronetto, ebbero due figli.

### Terzo Matrimonio
Sposò in terze nozze Lady Sophia Osborne (1661-8 dicembre 1746), vedova di Donough, Lord Ibrackan (nipote ed erede di Henry O'Brien, VII conte di Thomond), e figlia di Thomas Osborne, I duca di Leeds. Ebbero due figli:
- Thomas Fermor, I conte di Pomfret (23 marzo 1698-15 luglio 1753);
- Matilda Fermor, sposò Edward Conyers, ebbero sei figli.